# Common People
«Common People» es una canción del grupo de britpop Pulp. Fue lanzado como sencillo en 1995 llegando al número 2 de las listas del Reino Unido. Apareció también en el álbum del grupo Different Class (1995). La canción trata sobre aquellas personas que según el compositor querían ser como la gente común y no lo son, fallando en el intento.

## La canción
La inspiración de la canción vino de una compañera de estudios griega del cantante y compositor de Pulp, Jarvis Cocker, que conoció en el Central Saint Martins College of Art and Design. En la letra, el narrador explica que la vida de su conocida "nunca podría ser como la de la gente común" porque al final "si ella llamaba a su papá él lo pararía todo" en contraste con la gente común, los cuales sólo podrían "ver sus vidas deslizándose fuera de la vista". De todas maneras, Cocker embelleció el incidente.
En la canción, ella declaraba "yo quiero acostarme con gente común como tú". En un documental de BBC3 trató, sin conseguirlo, localizar a la mujer, de quien Cocker admite que podría haber estado en cualquier curso de arte pero que "escultura" sonaba mejor.
En los rotativos mediáticos británicos, el nombre de "Danae Stratou", ciudadana griega y esposa del político Yanis Varoufakis, sonaba con fuerza como la inspiración directa de la canción, al poder ser conocida de Cocker ya que ella sí vivió una etapa en el Reino Unido, era de nacionalidad griega y estudió en Saint Martins.

## Recepción
La canción es el sencillo más popular de Pulp y llegó a ser instantáneamente un clásico en las listas del Reino Unido justo después de estrenarse. El video, con la aparición de la por entonces poco conocida actriz Sadie Frost, contiene un rutinario baile improvisado por Cocker en el día del rodaje y un homenaje a la secuencia de Eleanor Rigby en Yellow Submarine. 

## Posicionamiento en listas y certificaciones
| Lista (1995)                   | Mejor posición |
| ------------------------------ | -------------- |
| Alemania (Media Control AG)    | 77             |
| Francia (SNEP)                 | 49             |
| Irlanda (IRMA)                 | 9              |
| Noruega (VG-lista)             | 5              |
| Reino Unido (UK Singles Chart) | 2              |
| Suecia (Sverigetopplistan)     | 4              |
| Suiza (Schweizer Hitparade)    | 42             |

| País        | Organismo certificador | Certificación  | Ref.   |
| ----------- | ---------------------- | -------------- | ------ |
| Reino Unido | BPI                    | Disco de Plata | [ 12 ] |

## Versiones

### Versión de William Shatner
En su álbum de 2005, Has Been, el actor William Shatner de Star Trek hizo una versión de la canción. La pista fue producida por Ben Folds y destacan las voces adicionales de Joe Jackson, complementando el estilo narrativo de Shatner.

### Versión de Manel
El grupo barcelonés Manel hizo una versión en catalán de esta canción titulada Gent normal, con leves cambios de letra y dándole un toque más acústico. La pieza es interpretada por un xilófono, un contrabajo y un ukelele. El F. C. Barcelona ha utilizado la melodía como fondo sonoro del vídeo "Torna la gent normal" para promocionar su canal Barça TV.

### Versión de My Chemical Romance
El grupo My Chemical Romance realizó una versión de "Common People". Si bien empezó como una canción solo tocada en sus conciertos, fue grabada para Live Lounge, de la emisora de radio BBC Radio 1.

### Versión de Jordana B.
La artista Jordana B. publicó en junio de 2023 una versión de la canción, titulada Gente corriente, con cambios en la letra y situando la acción en la ciudad de Madrid.